# The Quireboys
The Quireboys est un groupe de hard rock britannique, originaire d'Angleterre. Il est formé au milieu des années 1980 et influencé notamment par The Faces de Rod Stewart dont la voix se rapproche de celle de Spike le chanteur.
C'est Sharon Osbourne, l'épouse de Ozzy Osbourne, qui repère le groupe. L'album A Bit of What You Fancy, connait un grand succès, mais comme nombre de groupes de ce style, les Quireboys sont emportés par la vague grunge. Le groupe est néanmoins toujours actif en 2012. De nombreux musiciens ont officié dans le groupe, on peut citer Ginger (guitare) le leader du groupe The Wildhearts, Guy Bailey (guitare), Nigel Mogg (basse) le neveu de Phil Mogg (UFO) ou Phil Martini (batterie).
Ils publient un nouvel album, intitulé White Trash Blues, en septembre 2017.

## Biographie

### Années 1990
Le chanteur Jonathan Gray (simplement et plus communément surnommé Spike) part de Newcastle upon Tyne pour aller vivre à Londres à 17 ans. Spike y fait la rencontre du guitariste Guy Bailey dans un bar, par le biais de sa sœur Julie, puis se mettent en colocation avant de se découvrir une passion commune pour la musique et de jouer des morceaux de Chuck Berry.
Au milieu des années 1990, ils décident de former un groupe de rock 'n' roll, avec pour nom The Choirboys, d'après le film du même nom sorti en 1977, mais changent plus tard pour the Queerboys. Gray et Bailey sont rejoints par le bassiste Nigel Mogg (neveu de Phil Mogg), Chris Johnstone au piano et Paul Hornby, ex-batteur de Dogs D'Amour et avec Pete Burns du groupe de Liverpool Nightmares in Wax. The Queerboys commencent à se construire une réputation en jouant au Marquee Club. Leur batteur Paul Hornby part ensuite rejoindre Dogs D'Amour, qui comprend des futurs membres des Quireboys ; il est remplacé par Nick Connell (Cozy). Connell, Bailey, Johnstone et Mark Sweetmore sont de vieux amis qui ont étudié au Alleynes School in Stone, Staffordshire, dans les années 1970.
Le 28 mars 1986, The Queerboys apparaissent avec Bernie Torme et The Moho Pack à ce qui ressemblera au Klub Foot au Clarendon Hotel Hammersmith. En mai la même année, ils jouent la tournée Cherry Bombz.
Vers 1987, le nom controversé du groupe réussit à les populariser, certains de leurs concerts pour Andy McCoy ayant été annulés. Ils étaient aussi prévus pour le Reading Festival et comprendront qu'ils doivent changer de nom. Ils adoptent alors Quireboys. Ils sortent deux singles via Survival Records, intitulés Mayfair et There She Goes Again.
Sharon Osbourne deviendra agent artistique des Quireboys, qui seront signé chez EMI Group pour la sortie de leur premier album, A Bit of What You Fancy. En 1990, the Quireboys renvoient Ginger (qui formera The Wildhearts), qui est remplacé par le guitariste Guy Griffin (Cradle Snatchers / Feline Groove). Pour leur premier album, Cozy est remplacé par Ian Wallace qui a joué avec Bob Dylan. En soutien à leur premier album, the Quireboys tournent pendant l'année suivante. Ils font appel au batteur Rudy Richman et jouent avec plusieurs groupes américains comme L.A. Guns, Soundgarden, The Cramps et même Iggy Pop.
Ils commencent plus tard à travailler sur une suite de leur album, Bitter Sweet and Twisted, qui est publié en 1993 ; mais l'émergence du grunge change radicalement la scène musicale qui les laissent au second plan.

### Années 2000

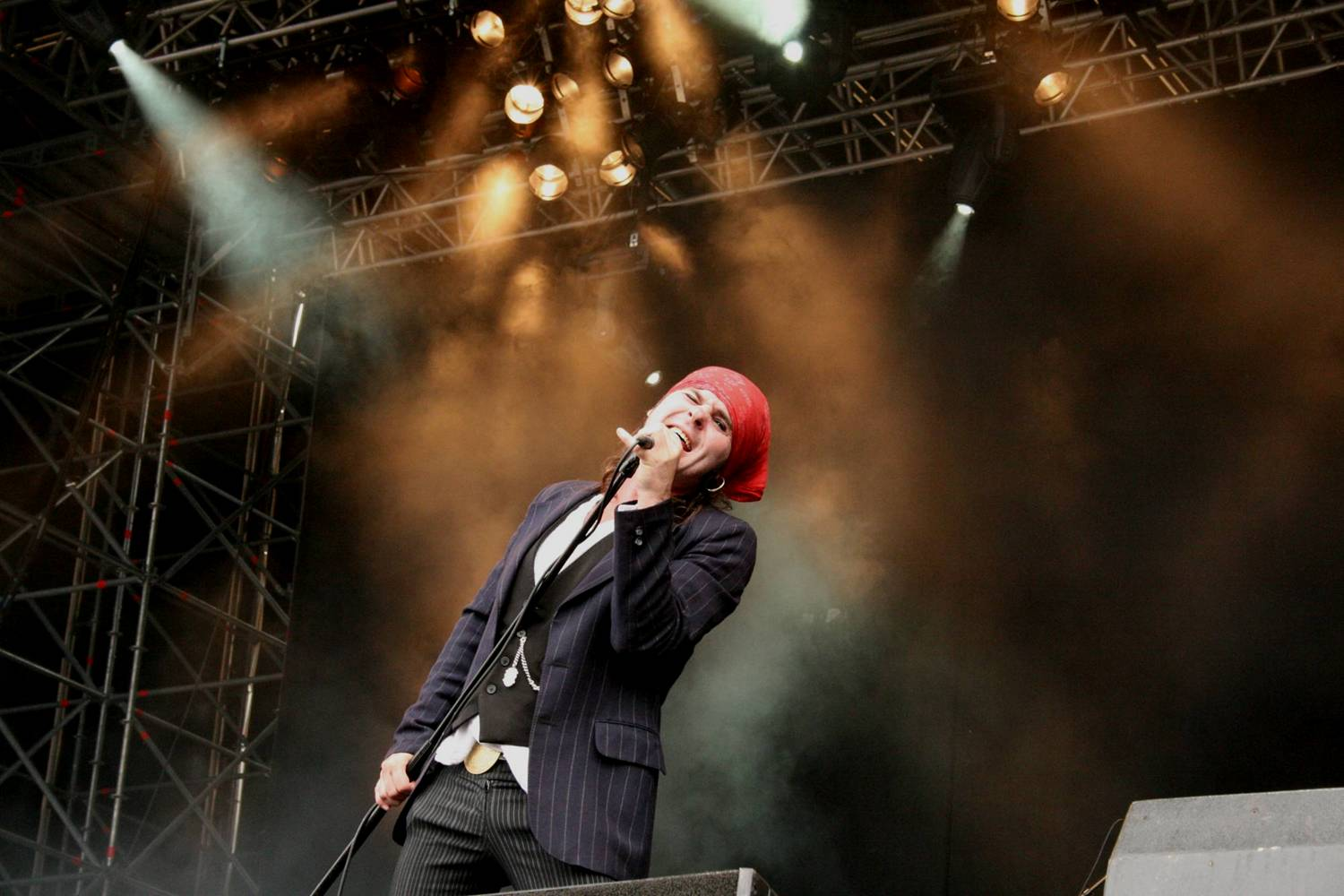
The Quireboys au Norway Rock Festival en 2008.

Le groupe se reforme pour plusieurs concerts au milieu des années 1990, et retrouvent leur fanbase loyale. Une nouvelle formation enregistre et publie This Is Rock 'n' Roll en 2001, suivi par le modéré Well Oiled en 2004. Le 12 mai 2008, The Quireboys sort son nouvel album, Homewreckers and Heartbreakers, au label Jerkin Crocus. Paul Guerin explique que l'histoire derrière l'album est assez amusante.
En 2010, les trois membres des Quireboys (Paul, Griff, Keith) s'associent au chanteur de Def Leppard, Joe Elliott, pour enregistrer un album sous le nom de Down 'n' Outz. En mars 2013, The Quireboys embarquent pour la Monsters of Rock Cruise, avec notamment Cinderella, Tesla, Kix, et Queensrÿche,. Le groupe sort un single, Too Much of a Good Thing, le 15 mai 2013, issu de leur septième album, Beautiful Curse, qui est sorti un mois plus tard.
En 2016, le groupe revient avec l'album Twisted Love, suivi par une tournée, notamment à la  Monsters of Rock Cruise. En septembre 2017 sort l'album White Trash Blues.

## Membres

### Membres actuels
- Jonathan Gray (Spike) - chant (1984-1993, 1995, depuis 2001)
- Guy Griffin - guitare (1990-1993, depuis 2001)
- Keith Weir - claviers (depuis 2001)
- Paul Guerin - guitare (depuis 2004)
- Dave Boyce - basse (depuis 2014)
- Nick Mailing - basse (depuis 2014)

### Anciens membres
- Nigel Mogg - basse (1984-1993, 1995, 2001-2012)
- Guy Bailey - guitare (1984-1993 1995)
- Chris Johnstone - basse, piano (1984-1993, 1995)
- Rudy Richman - batterie (1989-1993)
- Paul Hornby - batterie (vers 2015)
- Nick « Cozy » Connell - batterie
- Ginger - guitare
- Simon Hanson - batterie studio/live
- Luke Bossendorfer - guitare (2001-2003)
- Martin Henderson - batterie (2001-2002)
- Jason Bonham - batterie (UK MOR Arena tour)
- Pip Mailing - batterie
- Jimmi Crutchley - basse
- Matt Goom - batterie
- Dave Boyce - basse
- Share Ross- basse (USA MOR Cruise)
- Gary « Gaz » Ivin - basse
- Michael Lee - batterie (d. 2008)
- Phil Martini - batterie

## Discographie

### Albums studio
- 1990 : A Bit of What You Fancy (EMI)
- 1993 : Bitter Sweet and Twisted (EMI)
- 2001 : This Is Rock 'n' Roll (Sanctuary)
- 2004 : Well Oiled (SPV)
- 2008 : Homewreckers and Heartbreakers (Jerkin Crocus)
- 2009 : Halfpenny Dancer (Jerkin Crocus)
- 2009 : A Bit of What You Fancy 20th Anniversary Edition (Jerkin Crocus)
- 2013 : Beautiful Curse (Jerkin Crocus)
- 2014 : Black Eyed Sons
- 2015 : St. Cecilia and the Gypsy Soul
- 2016 : Twisted Love
- 2017 : White Trash Blues

### Albums live
- 1990 : Live (Recorded Around the World) (EMI)
- 2000 : Lost in Space (Snapper)
- 2002 : 100% Live (Demolition)
- 2006 : Quireboys Live (EMI)
- 2011 : Live in Glasgow (Jerkin Crocus)